# Ґайе Боралиоглу
Джуліде Ґайе Боралиоглу (тур. Jülide Gaye Boralıoğlu; 22 жовтня 1963 , Стамбул ) — турецька письменниця та режисерка.

## Освіта
Закінчила середню школу Атакьой (1980). Навчалася на літературному факультеті Стамбульського університету, відділення філософії (1984). Здобула ступінь магістра за спеціальністю «Систематична філософія та логіка» на тому ж факультеті (1986). Вивчала систематичну філософію та логіку на факультеті мистецтв і літератури Стамбульського університету. Працювала журналісткою, копірайтеркою та сценаристкою.

## Творчість
Працювала журналістом, рекламним сценаристом і редактором.
Написала сценарії для телесеріалів і фільмів, зокрема легендарного кіно «Вереснева буря» режисера Атифа Йилмаза. У 1980-х роках письменницю переслідували та неодноразово затримували через політичні погляди, що не співпадали з тодішнім адміністративно-територіальним устроєм країни.
Брала участь у різних громадських організаціях як засновниця та політична активістка. Її перша книга оповідань «Вся історія» була опублікована у 2001 році. Роман «Невідомий» з різноманітними ілюстраціями був опублікований у 2004 році та отримав неабияке схвалення читачів, проте не мешн відомими стали й інші книги: «Ритм акорду» (2009), «Звук всередині мене» (2013) і «Святі жінки» (2014). Епічний твір «Вся історія» був перекладений курдською та арабською мовами, «Ритм акорду» — арабською та німецькою, а «Падіння Ібрагіма» та «Стамбульські жінки» — німецькою мовою. Оповідання, що має назву «Моя Хатідже», дія якого відбувається у романі «Благословенні жінки», було екранізовано Денісом Дурулом Метіном і відзначено кількома нагородами. Відомий роман «Вниз від землі», що опублікований у 2018 році, отримав нагороду «2019 Duygu Asena Novel Prize». Останнє оповідання «Книга знамень» вийшло друком у березні 2021 року.
Найвідоміший[джерело?] турецький фільм «О, Асуман», режисером якого є Юміт Ківанч, а, насамперед, сценаристкою — Ґайе Боралиоглу, світ побачив у 2019. Короткометражний фільм, сюжет якого створено за історією Селахаттіна Демірташа. Її молодіжний роман «Голос усередині мене» (2013) привернув особливу увагу своєю щирою оповіддю героїні з іронією та розмовною мовою. Збірка оповідань «Благословенні жінки», опублікована у 2014 році, була відзначена премією.

## Найвідоміша книга «Благословенні жінки»
«Історії тих, хто долає порожнечу перед собою і намагається залишатися людьми».
Сама письменниця зазначає: «Насправді, історія створення назви доволі незвичне та цікаве. У книзі Ахмета Хамді Танпінара „Інститут встановлення годинників“ є годинник — „Мубарак“ — один із символів книги. Я хотіла написати історію про „Мубарака“, намагалася кілька разів, проте ніяк не могла досягти бажаного результату. Завжди моє перо надавало іншого значення символу. Зрештою кинула писати історію, але той годинник залишився у моїй голові маятником, що гойдається та не дає спокою. Коли композицію було завершено, я повернулася до назви — як-от пролунав дзвіночок годинника — це був знак! Таким чином, часомір „Мурабак“ став назвою моєї книги».
Усього у книзі 13 оповідань, де читач має можливість відчути себе головним персонажем.
«Благословенні жінки» — це книга, яка містить багато життєвих жіночих історій. Спільною рисою цих історій є відчуття меншовартості, що пов'язано з етнічними, релігійними та мовними упередженнями. Жінки, які борються за існування у власній «шкаралупі», відчувають прояви гендерної нерівності, тому що суспільство має патріархальний устрій.
Кожне оповідання починається з конфлікту, тому у книжці висвітлювається багато нагальних проблем, що є актуальними наразі.

## Книги Ґайе Боралиоглу
- «Додому до землі»

- «Книга знаків»

- «Благословенні жінки»

- «Голос всередині»

- «Ритм акорду»

- «Невідомий»

- «Вся історія»

- «Гідність»